# Тенеђа (Ређо Емилија)
Тенеђа је насеље у Италији у округу Ређо Емилија, региону Емилија-Ромања.
Према процени из 2011. у насељу је живело 150 становника. Насеље се налази на надморској висини од 516 м.